# Brahmaea insulata
Brahmaea insulata är en fjärilsart som beskrevs av Inoue 1984. Brahmaea insulata ingår i släktet Brahmaea och familjen Brahmaeidae. Inga underarter finns listade i Catalogue of Life.